# Понтоток (окръг, Мисисипи)
Окръг Понтоток (на английски: Pontotoc County) е окръг в щата Мисисипи, Съединени американски щати. Площта му е 1298 km², а населението - 26 726 души (2000). Административен център е град Понтоток.